# Гийермо Мартинес
Гийермо Мартинес (на испански: Guillermo Martínez) е аржентински филмов продуцент и писател, автор на произведения в жанровете трилър и криминален роман.

## Биография и творчество
Гийермо Мартинес е роден на 29 юли 1962 г. в Байя Бланка, Аржентина. Запален читател от ранна възраст, още дванадесетгодишен опитва да пише.
Получава през 1984 г. магистърска степен по математика от Южния национален университет, а през 1992 г. докторска степен по математическа логика в университета в Буенос Айрес. След дипломирането си в продължение на две години преподава като специализант в Математическия институт в Оксфорд.
През 1999 г. получава безвъзмездната финансова помощ от фондация „Антократ“ и пребивава два месеца в Центъра за изкуства на Канада в Банф. С други стипендии от 2000 и 2001 г. пребивава в колонията на художници „MacDowell“ в САЩ. През 2002 г. участва в международната програма за писатели в Университета в Айова и през 2003 г. е получава резидент в замъка „Civitella Ranieri“ в Италия.
Първият му разказ е публикуван през 1982 г., а първият му роман „Acerca de Roderer“ е публикуван през 1993 г.
През 2003 г. е издаден криминалният му роман „Убийство в Оксфорд“. Главните герои, докторантът Мартин и професор Шелдън от Оксфордския университет, работят заедно в опитите си да предотвратят серия от убийства, чрез математически символи. Книгата получава наградата „Планета“. През 2008 г. романът е екранизиран в трилъра „Убийства в Оксфорд“ с участието на Джон Хърт, Илайджа Ууд, Леонор Уотлинг и Джули Кокс.
Гийермо Мартинес живее със семейството си в Буенос Айрес.

## Произведения

### Самостоятелни романи
- Acerca de Roderer (1993)
- La mujer del maestro (1998)
- Crímenes imperceptibles (2003) – издаден и като „Los crímenes de Oxford“ – награда „Planeta Argentina“ и награда „Mandarache Jóvenes Lectores“
Убийство в Оксфорд, изд.: ИК „Колибри“, София (2005), прев. Нева Мичева
- La muerte lenta de Luciana B. (2007)
Бавната смърт на Лусиана Б., изд.: ИК „Колибри“, София (2009), прев. Лили Табакова, Красимир Тасев
- Yo también tuve una novia bisexual (2011)
И аз имах бисексуално гадже, изд.: „Рива“, София (2014), прев. Лилия Добрева

### Сборници
- Infierno grande (2001) – разкази, награда „Mundo Nacional de las Artes“
- Una felicidad repulsiva (2013) – разкази
Отблъскващо щастие, изд.: ИК „Колибри“, София (2015), прев. Маня Костова

### Документалистика
- Borges y la matemática (2003)
- La fórmula de la inmortalidad (2005)
- Gödel para todos (2009)
- La razón literaria (2016)

### Екранизации
- 2008 Убийства в Оксфорд, The Oxford Murders
- 2015 Cuando tu Carne Grite Basta
- 2017 Седмата жертва, Las siete muertes – по романа „Убийство в Оксфорд“